# Parigi-Roubaix 1982
La Parigi-Roubaix 1982, ottantesima edizione della corsa, fu disputata il 18 aprile 1982, per un percorso totale di 270,5 km. Fu vinta dall'olandese Jan Raas, giunto al traguardo con il tempo di 7h21'50" alla media di 36,733 km/h.
Presero il via da Compiègne 182 ciclisti, 43 di essi tagliarono il traguardo a Roubaix.

## Ordine d'arrivo (Top 10)
| Pos. | Corridore          | Squadra      | Tempo   |
| ---- | ------------------ | ------------ | ------- |
| 1    | Jan Raas           | TI Raleigh   | 7h21'50 |
| 2    | Yvon Bertin        | Coop-Mercier | a 16"   |
| 3    | Gregor Braun       | Capri Sonne  | s.t.    |
| 4    | Stefan Mutter      | Puch-Eorotex | s.t.    |
| 5    | Eddy Planckaert    | Splendor     | a 37"   |
| 6    | Roger De Vlaeminck | DAF Trucks   | s.t.    |
| 7    | Marc Sergeant      | Boule d'Or   | s.t.    |
| 8    | Ludo Peeters       | TI Raleigh   | s.t.    |
| 9    | Bernard Hinault    | Renault      | s.t.    |
| 10   | Francesco Moser    | Famcucine    | a 1'37" |